# 23469 Neilpeart
23469 Neilpeart este un asteroid din centura principală, descoperit pe 22 septembrie 1990, de Brian Roman.